# Санкт Гален
Вижте пояснителната страница за други значения на Санкт Гален.
Санкт Галѐн (на немски: Sankt Gallen, на немски се изговаря по-близко до Занкт Гален, на френски: Saint-Gall, Сент Гал, на италиански: San Gallo, Сан Гало) е курортен град в Североизточна Швейцария. Главен административен център на кантон Санкт Гален. Разположен е около река Зитер на около 30 km на запад от границата с Германия. Първите сведения за града като населено място датират от 720 г. ЖП възел. Населението му е 72 040 души по данни от преброяването през 2008 г.

## Спорт
Представителният футболен отбор на града се казва ФК Санкт Гален. Дългогодишен участник е в Швейцарската Суперлига.